# ديف برودا
ديف برودا هو سياسي كندي، ولد في 17 سبتمبر 1944، وتوفي في 13 يونيو 2010 في مونداري ‏ في كندا بسبب حادث مرور. نشط حزبياً في الرابطة التقدمية المحافظة في ألبرتا ‏. وقد انتخب عضو الجمعية التشريعية في ألبرتا ‏ وانتخب Member of the Legislative Assembly ‏.